# Валс (місто)
Валс (нід. Vaals) — головне місто нідерландського муніципалітету Валс, який розташован на крайньому південному сході провінції Лімбург. Місто розташоване на державному кордоні Нідерландів, поблизу прикордонного трикутника з Бельгією та Німеччиною, на захід від німецького міста Аахен. Валс має понад 7920 жителів, що робить його найбільшим містом у муніципалітеті.